# Вундеркинд

Вольфганг Амадей Моцарт начал сочинять музыку в возрасте 5 лет

Одарённый ребёнок, или вундерки́нд (от нем. Wunderkind, дословно — чудесное дитя), — ребёнок, который признан образовательной системой превосходящим уровень интеллектуального развития других детей своего возраста.
Вундеркинды, как правило, проявляют свои способности уже в раннем возрасте. Эти способности могут относиться к любым интеллектуальным сферам деятельности: математике, физике, музыке, энциклопедическим знаниям и так далее. Уже в раннем возрасте они могут поступить в институт, окончить его и защитить диссертацию, тогда как их сверстники ещё учатся в школе; одарённые дети с музыкальными способностями пишут оперы; со способностями к шахматам — становятся чемпионами.

## Уровни одарённости
Тесты коэффициента интеллекта используют следующую классификацию для определения различных уровней одарённости:
- «Яркий», «просветлённый»: 115-124, или 1 из 10 (~9%)
- «Умеренно одарённый»: 125-135 1 из 50 (~2 %)
- «Высоко одарённый»: 135-145, или 1 из 261 (0,3 %)
- «Исключительно одарённый»: 145-160, или 1 из 2,330 (0,04%)
- «Глубоко одарённый»: 160 и более, или 1 из 31,560 (0,0032%)

## «Мудрецы» (саванты)
Саванты — дети с синдромом саванта, обладающие способностями в какой-либо узкой сфере (чаще всего это арифметика, музыка, изобразительное искусство), но часто имеющие проблемы в других (обычно в вербальных) умениях. Часто у таких детей наблюдается синдром Аспергера.
Савант-аутист — человек с аутизмом, обладающий способностями, редко достигаемыми другими. Ранее таких людей называли idiot savants — «идиотомудрецы». В 1978 году д-р Бернард Римланд ввёл термин autistic savant — «савант-аутист» — который используют сейчас.

## Природа детской одарённости
В психологии до сих пор не сложилось общего представления о природе одарённости, существуют лишь два основных варианта объяснения природы одарённости:
- Первый вариант предполагает, что каждый человек по-своему одарён. Этот подход отражает гуманистические тенденции в науке и является идеологической базой всеобщего образования и права каждого ребёнка на развитие своих способностей. Данный вариант объяснения причины одарённости размывает специфику понятия «одарённость». Акцент смещается в сторону поиска «ключика» к способностям ребёнка и методам их развития. С такой точки зрения вопрос о выявлении одарённых детей становится нелогичным. Замечено, что одарённые дети, взрослея, не всегда сохраняют свои способности. Это связано в первую очередь с контрастом «тем для общения» со своими сверстниками. Так как даже специалисты зачастую не могут правильно понять таких детей.
- Второй вариант предполагает одарённость детей как дар «свыше», которым наделены только избранные. Данный вариант предполагает актуальной проблему выявления одарённых детей, но ставит под сомнение возможность дальнейшего развития одарённости. В таком случае следует относиться к одарённым детям как к будущей интеллектуальной и творческой элите, от которой зависит развитие всего человечества. Необходимо широкое обсуждение вопросов, связанных с выявлением и развитием одарённых детей, с возможностью построения грамотных прогнозов и эффективных методов взаимодействия с данными детьми.

Борис Филановский отмечает, что в современной культуре место одарённых детей и открывающиеся перед ними возможности значительно изменились, поскольку изменился ответ на вопрос о том, «в какой мере природные данные способны составить „тело“ творчества»:

Природа «вундеркинда» противоположна природе современного искусства. Потому что, хотя в основе творческого действия лежит акт суммирования, то есть воспроизведения, одушевляет его только акт выбора, то есть отказа.